# Sierniki (powiat obornicki)
Sierniki – wieś w Polsce położona w województwie wielkopolskim, w powiecie obornickim, w gminie Rogoźno.
1973-76 w gminie Wągrowiec.
Wieś położona była w 1580 roku w powiecie poznańskim województwa poznańskiego. W latach 1975–1998 miejscowość należała administracyjnie do województwa pilskiego. 

W styczniu 2001r. Sierniki nawiedziła niecodzienna zaraza zwana "siernickim pomorem psów" przez którą życie straciło 61 psów i 7 kotów. Legenda głosi że zwłoki zwierząt zostały pochowane przy lesie tzw. Gapińcu.